# Såningskvinnan

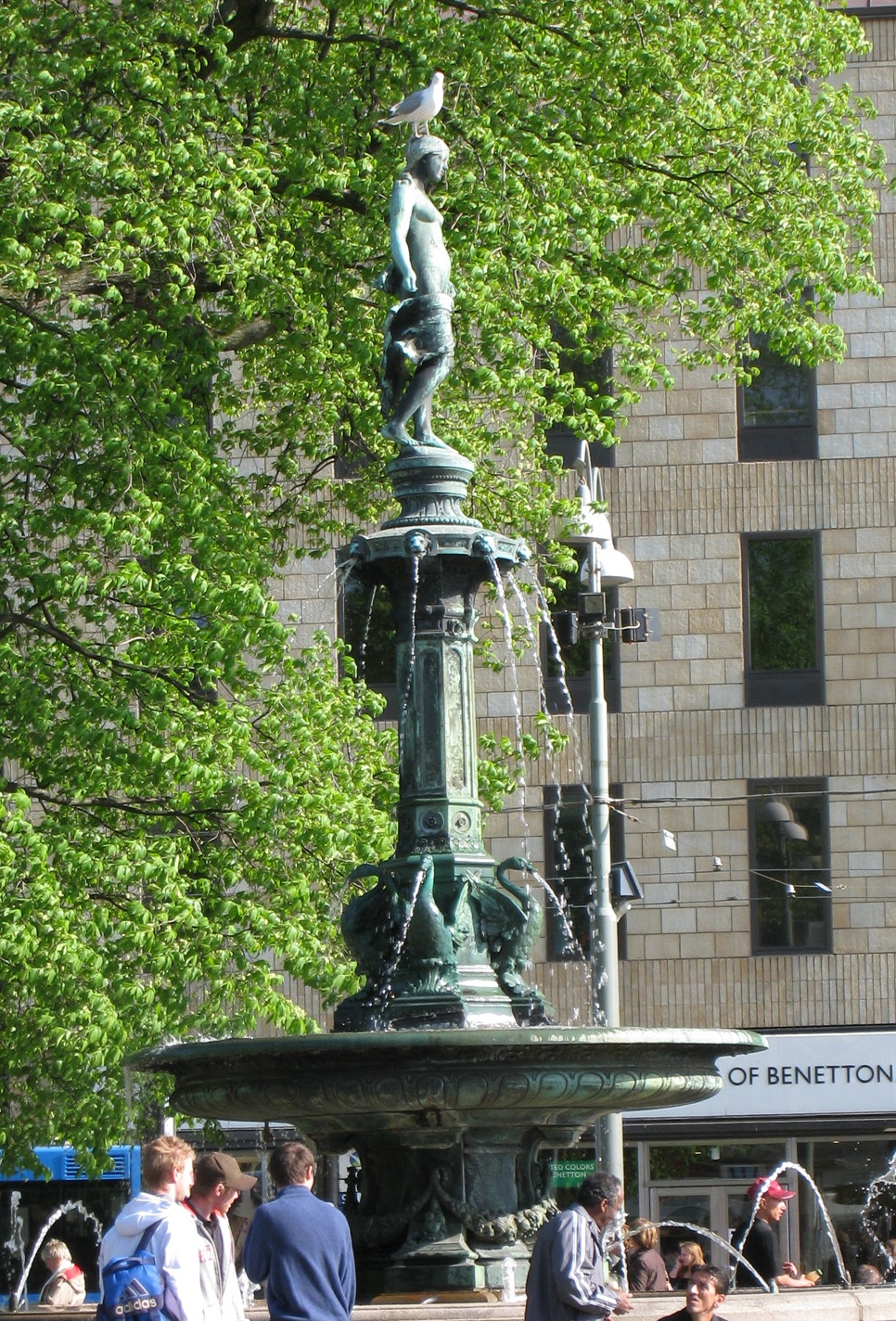
Johanna i Brunnsparken i Göteborg, 2008.

Såningskvinnan (franska: La Semeuse, i Göteborg även Johanna i Brunnsparken) är en skulptur av en stående kvinnofigur utförd av Per Hasselberg 1883. Originalet i gips återfinns på Medicinhistoriska museet i Göteborg. Såningskvinnan anses som Göteborgs näst äldsta staty och dess första offentliga kvinnostaty.

## Historik

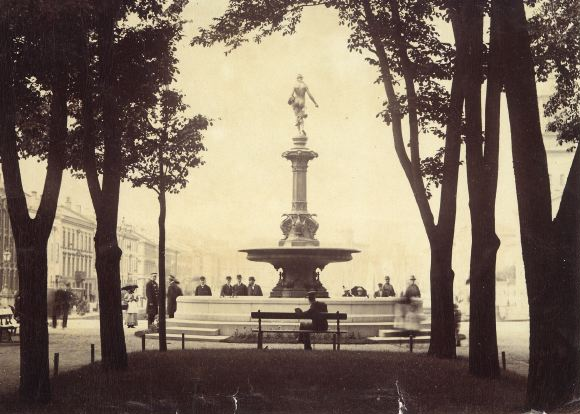
Såningskvinnan i Göteborg, omkring 1900.

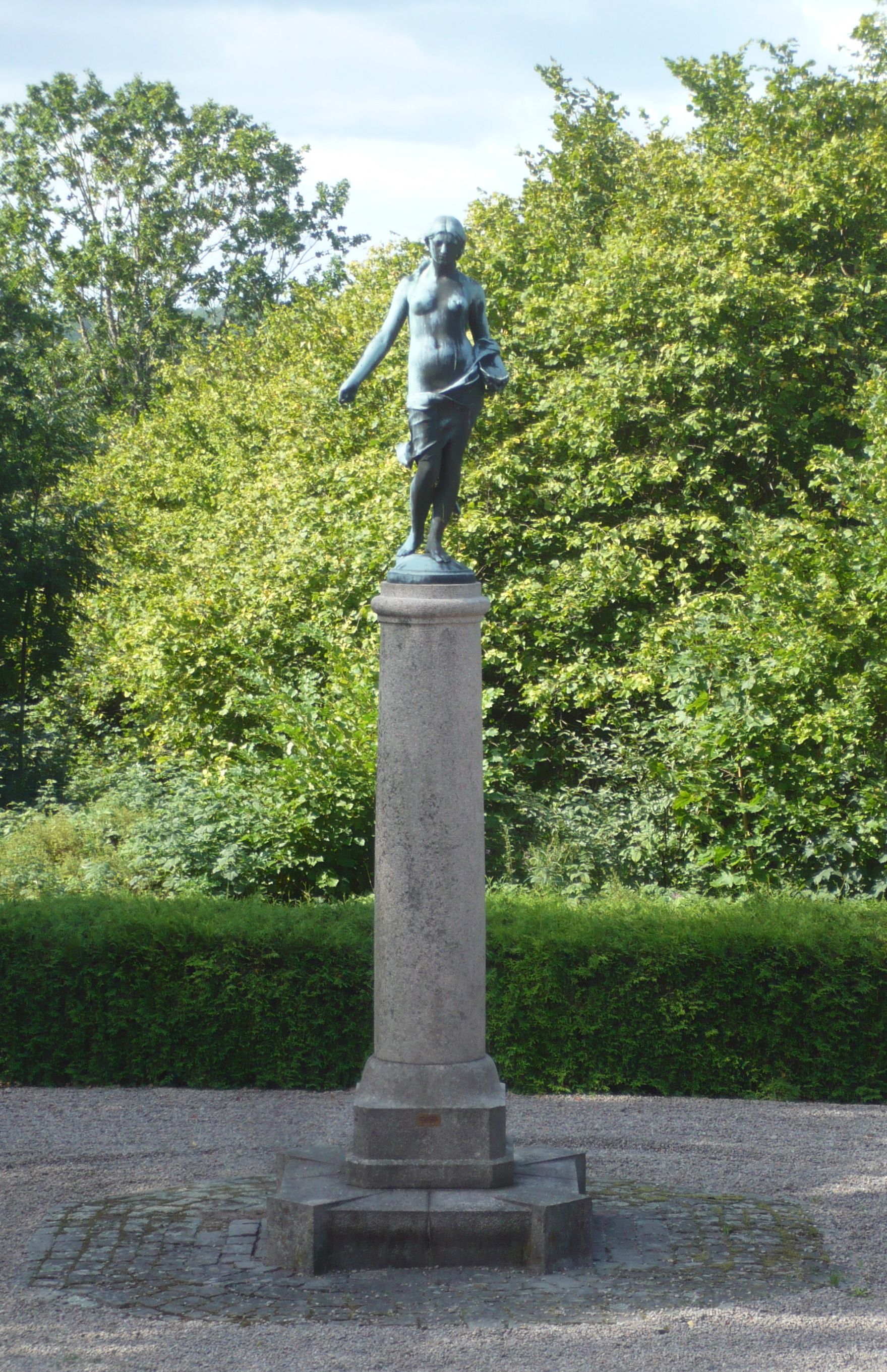
Såningskvinnan vid folkhögskolan i Bräkne-Hoby.

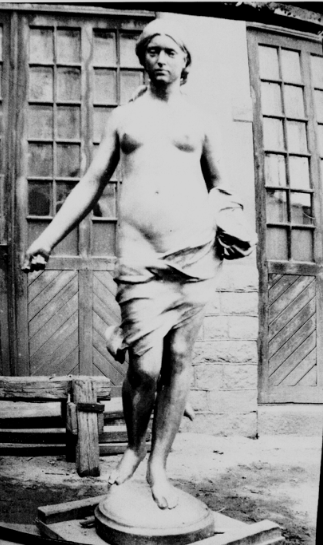
Såningskvinnan, 1919
Vid Meyers konstgjuteri i Stockholm.

Ryttmästare Carl Krook i Helsingborg testamenterade 1878 10 000 kronor till Göteborgs stad för det ändamål som Jonas Reinhold Kjellberg (släkten Kjellberg) och Carl Kjellberg önskade. Dessa ville att pengarna skulle användas till en fontän i Brunnsparken i Göteborg. Men eftersom beloppet inte var tillräckligt för det konstverk man hade tänkt sig, erbjöd sig John West Wilson och Pontus Fürstenberg, att skjuta till det belopp som fattades för uppsättandet av en fontän i överensstämmelse med den modell som uppgjorts av bildhuggaren Per Hasselberg. Modellen hade fått ett pris av sällskapet Gnistans nämnd vid en tävling. 
Skulpturen är 7,5 meter hög, och huvuddelarna är bassäng, skål, kolonn och staty. Den första är av granit, det övriga av brons. Ur bassängen reser sig en med stavbård och fruktgirlander prydd skål, vars bredd i genomskärning är cirka fyra meter. Ur skålen höjer sig en åttkantig kolonn med 3 meters höjd. Mot sockeln trycker sig fyra svanar, och från kapitalens simalist står åtta lejonhuvud ut, vilka är vattenkastare. På kolonnen står den 1,75 meter höga statyn, en sående kvinna med "ädla, måttfulla former och milda, nordiska anletsdrag, verkande som en äkta skaldeskapelse". Med undantag för ett draperi som fladdrar kring hennes midja och delvis hålls fast av vinden är hon helt naken. Med den högra handen sår hon ut frön, som hon tagit ur en skål i den vänstra.  Under hennes fötter flödar vattnet i strålar och bågar, uppåt, nedåt och på bredden, och genom sin arkitektur sammanförs fontänens olika delar till en helhet. Konstverket kostade cirka 40 000 kronor. De två stora kandelabrarna på sidan om är även de utförda av Hasselberg.
Såningskvinnan och brunnskaret göts i brons av Gruet Jeunes i Paris och placerades i Brunnsparken, Göteborg.. Statyn invigdes på Johanna-dagen den 21 juli 1883, med bland andra Oscar Ekman och Göta artilleriregemente närvarande.
Statyn kallas populärt Johanna i Brunnsparken, vilket tros kunna komma av invigningsdagen alternativt en Johanna Ekstein, dansös på Stora Teatern, som ska ha stått modell för Hasselberg.
Hösten 2015 monterades statyn ner. Den 10 mars 2016 ställdes den åter upp på en totalrenoverad sockel och fontän. Statyn hade rengjorts, vaxats och några delar som varit borta hade rekonstruerats.

## Exemplar (urval)
- Original i gips 1883 Medicinhistoriska museet i Göteborg.[7]  Återlämnad till Göteborgs konstmuseum september 2016
- Gjuten i brons 1882–83 av Gruet Jeune, Paris (Brunnsparken, Göteborg – "Johanna").[8]
- Gjuten i brons 1919 vid Otto Meyers konstgjuteri (Blekinge läns folkhögskola i Bräkne-Hoby).[9] Gåva till folkhögskolan av riksdagsman Lindvall, Havgården i Nättraby.[10]
- Statyetter i parian benämnd Såerskan, 143 exemplar[11][12] tillverkades 1889–1925[13] vid Gustavsbergs porslinsfabrik.